# Kościół św. Anny w Zaklikowie
Kościół Świętej Anny w Zaklikowie – kościół w Zaklikowie zbudowany z drzewa modrzewiowego około 1580 roku. Kościół był filią parafii w Zdziechowicach. Przy kościele w 1581 r. wybudowano przytułek i założono szkołę parafialną. Gdy w latach 1585–1590 dobra zdziechowicko-zaklikowskie przejął Marcin Gniewosz, który był wyznania kalwińskiego, kościół pw. św. Anny stał się siedzibą proboszcza, ponieważ stary kościół parafialny w Zdziechowicach został zamieniony na zbór kalwiński. Po upadku gminy kalwińskiej (ok. 1594) i spaleniu się zboru był jedynym kościołem w dawnej parafii zdziechowickiej. Jednak nie został kościołem parafialnym, gdy na nowo erygowano parafię, tym razem już w samym Zaklikowie. Funkcję tę przejął bowiem murowany kościół pw. św. Trójcy, ufundowany przez Annę, wdowę po Marcinie Gniewoszu.
Zbudowany jest z drewna modrzewiowego, jednonawowy. Prezbiterium jest mniejsze od nawy, zamknięte trójbocznie z zakrystią. Kruchty przylegają do frontu i do boku nawy. Dach jest kryty blachą z ośmioboczną wieżyczką na sygnaturkę. 
Wewnątrz strop jest płaski, z fasetą, wspólny dla nawy i prezbiterium. Belka tęczowa z barokowym krucyfiksem z II poł. XVIII w. Polichromia iluzjonistyczna w prezbiterium z XVIII w. Ołtarz główny z I poł. XVIII w. Dwa ołtarze boczne z I poł. XVII w. Ambona z przeł. XVI i XVII w. 
Budynek kościoła był wielokrotnie remontowany, m.in. w XIX wieku dobudowano kruchtę i zakrystię. Ostatni generalny remont miał miejsce w latach 2010–2011. Obecnie pełni funkcję kaplicy cmentarnej, jako że jest położony na lokalnym cmentarzu. Na zewnętrznych ścianach kościoła, zawieszane są tabliczki pogrzebowe zmarłych parafian – jest to lokalny zwyczaj, sięgający czasów powstania styczniowego. Obecnie jest to kilkaset blaszanych tabliczek trumiennych (zdjęte w 1939, ponownie zawieszone i zawieszane od zakończenia II wojny światowej). 

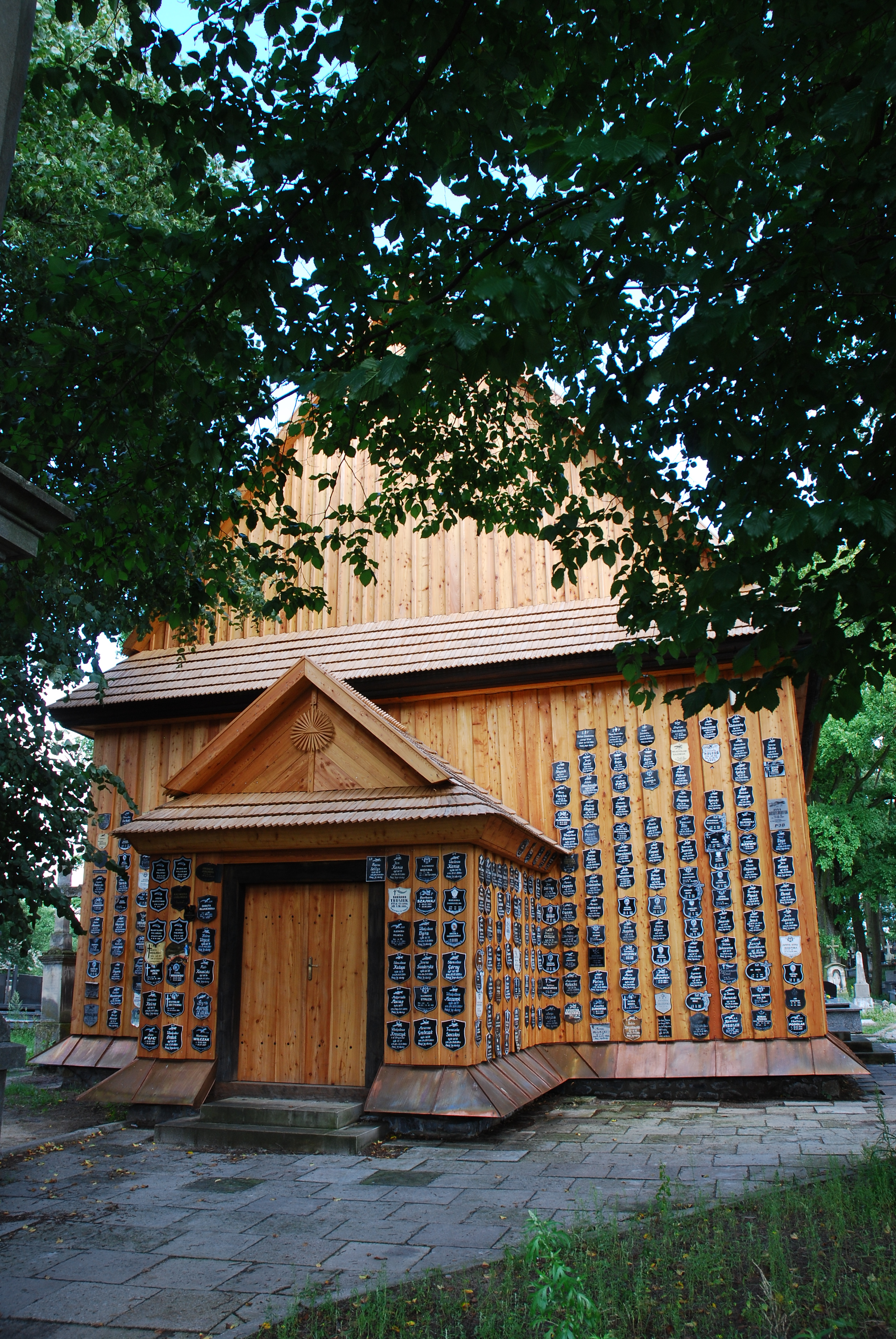
Front kościoła po dokonanym remoncie
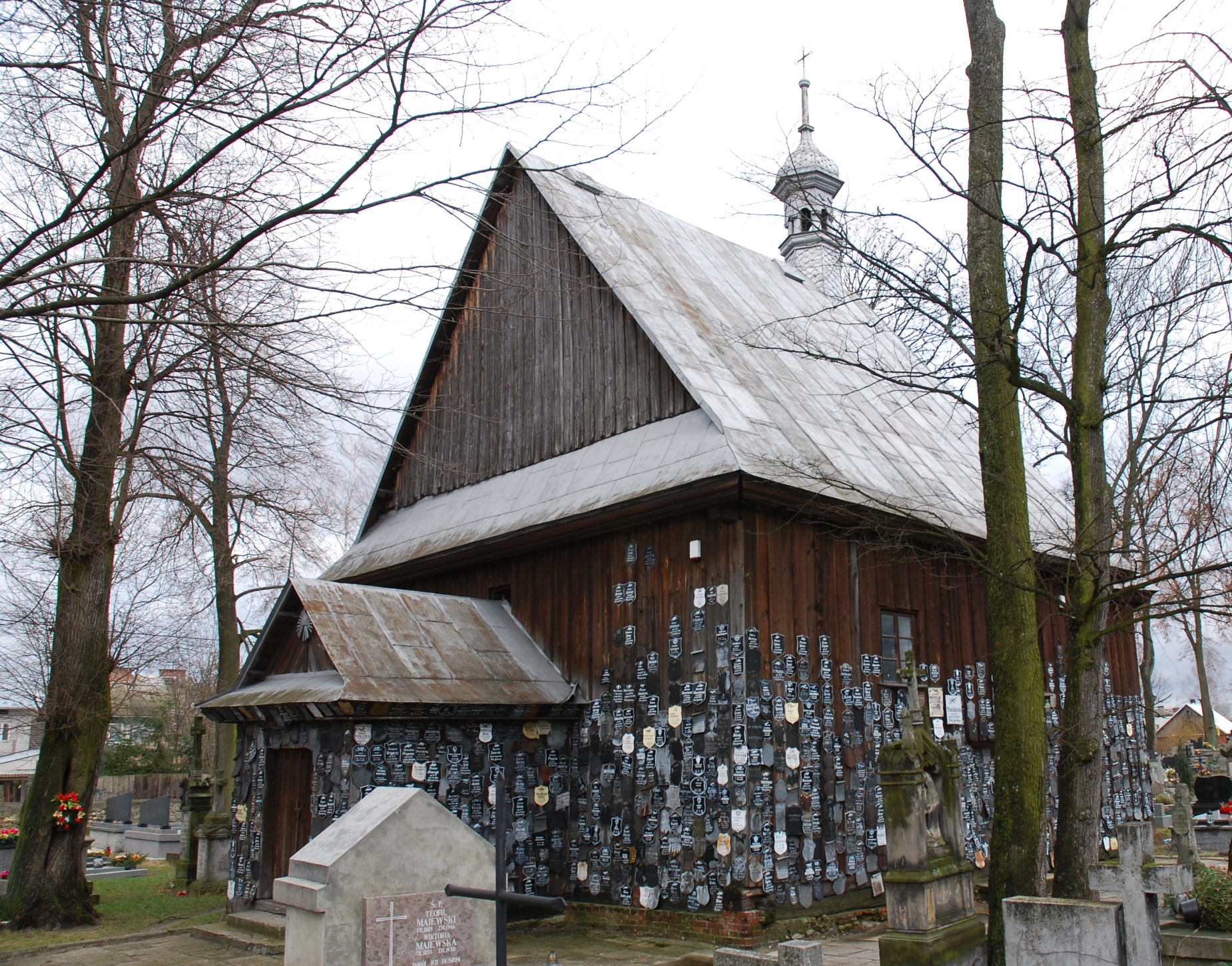
Stan kościoła przed generalnym remontem z lat 2010–2011
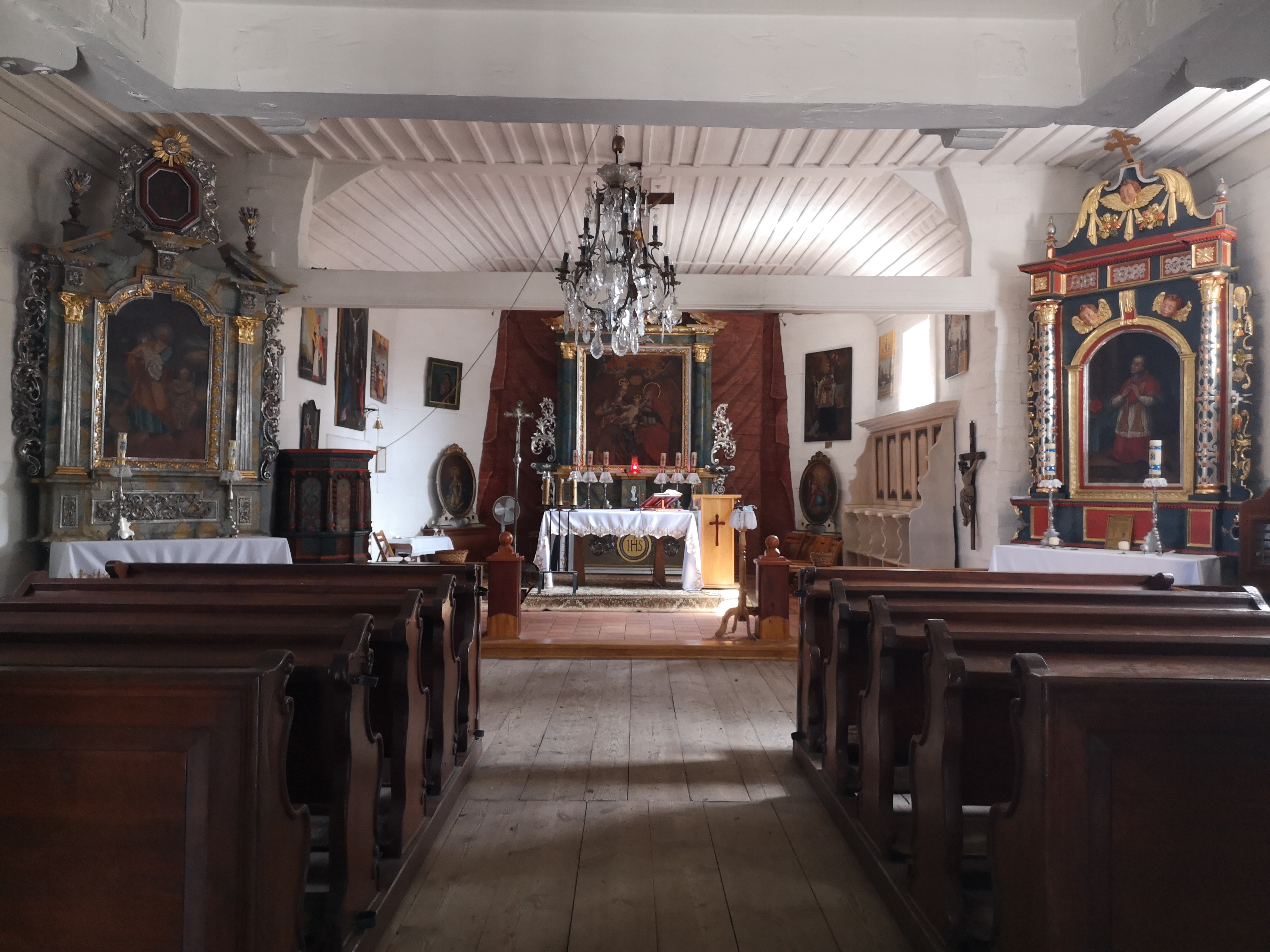
Wnętrze kościoła po remoncie i renowacji